# 金子裕 (脚本家)
金子 裕（かねこ ゆたか、1946年4月20日 - ）は、日本の脚本家、演出家。東京都出身。現在は引退している。
息子は映画監督・脚本家の金子遊。

## 人物
東京都で2人兄妹の兄として出生。高校の頃は日活映画に熱中して映画の仕事を志すようになる。早稲田大学在学時に早稲田大学映画研究会に所属。同期に脚本家の荒井晴彦、桜井正明。脚本作りを始め、雑誌の編集やルポライターを経験した後に20代後半のとき、先輩の草川隆の紹介によりテレビアニメ『巨人の星』で脚本家になった。当初は東京ムービーのアニメーションを中心に脚本を手がけたが、その後『太陽にほえろ!』に参加。以降は東宝製作の刑事・アクションものを中心に、ドラマの脚本も多く手がける。引退するまでの間に1,000本近くの脚本を担当した。代表作は『ルパン三世 (TV第2シリーズ)』『ハロー!グッバイ』『刑事貴族』など。
今野覚（こんやかく）のペンネームでは主にピンク映画を執筆し、「漫画キック」「リイドコミック」では漫画の原作も行った。
「脚本家としての醍醐味は、自分ならではの視点で登場人物を動かせること」と語っており、『太陽にほえろ!』第543話「すりへった靴」ではプロデューサーに絶賛された。
最も印象に残った作品として『ルパン三世 (TV第2シリーズ)』を挙げており、全155本中約40本担当している。手掛けた作品の中では第58話「国境は別れの顔」が最も人気を得ている。放送当時は「作品のイメージを壊す」としてスタッフに怒られたが、金子は「脚本作りの面白さを再認識させてくれた作品」と語っている。

## 主な作品

### テレビドラマ
- おてんば宇宙人
- 陽あたり良好!
- 太陽にほえろ!
- 気分は名探偵
- のン姉ちゃん・200W
- ジャンプアップ!青春
- ジャングル
- 天までとどけ2
- ハロー!グッバイ
- 刑事貴族シリーズ
- 外科病棟女医の事件ファイル
- はだかの刑事
- さすらい刑事旅情編
- STATION
- 風の刑事・東京発!
- 刑事追う!
- はるちゃん

### 単発2時間ドラマ
- グルメを愛する10の方法
- 地下鉄最終列車殺人事件
- 幸福の死角
- 寝台特急「ゆうづる」の女
- 隅田川花火殺人事件
- 偽装結婚・愛は国境を越えて

### テレビアニメ
- 赤胴鈴之助[8]
- 荒野の少年イサム[9]
- おじゃまんが山田くん
- オバケのQ太郎
- おはよう!スパンク[10]
- オヨネコぶーにゃん
- 元祖天才バカボン[11]
- ガンバの冒険[12]
- 巨人の星
- 侍ジャイアンツ[13]
- ジャングル黒べえ
- 新・巨人の星[14]
- アラビアンナイト シンドバットの冒険
- それいけ!アンパンマン
- 小さなバイキング ビッケ
- 鉄腕アトム (アニメ第2作)
- ど根性ガエル
- はじめ人間ギャートルズ[15]
- ピコリーノの冒険
- まんが世界昔ばなし
- ムーの白鯨[16]
- めぞん一刻
- 山ねずみロッキーチャック
- ルパン三世（第2シリーズ[17]、PARTIII[18]）
- レディジョージィ[19]
- 名探偵コナン

### 劇場アニメ
- おはよう!スパンク[20]
- がんばれ!!タブチくん!![21]
- がんばれ!!タブチくん!! 激闘ペナントレース[22]
- 冒険者たち ガンバと7匹のなかま

### OVA
- 聖少女 濡れた花園